# Conflitto del Kashmir
Il conflitto del Kashmir si riferisce in generale alla disputa tra India, Pakistan e Cina per la regione del Kashmir. Questa disputa è sfociata più volte in confronti armati fra i tre Stati.

## Storia

### Prima guerra indo-pakistana
Quasi immediatamente dopo l'indipendenza dal Regno Unito, le tensioni fra l'India e il Pakistan cominciarono a degenerare. In base agli accordi stipulati, il sub-continente sotto dominio britannico avrebbe visto il sorgere di due distinti Stati: uno, l'India, a prevalenza induista, col corredo delle regioni che a tale cultura religiosa si richiamavano, e l'altro, il Pakistan, a maggioranza marcatamente islamica, con le regioni i cui abitanti abbracciavano tale credo. Questo portò  a disordini nelle aree dove le minoranze dell'altra religione erano numerose. Fu così che scoppiò la guerra indo-pakistana del 1947-1948, la prima di tre guerre totali fra le due nazioni in relazione al Principato del Kashmir.
Quest'ultimo era governato dal Maharaja induista mentre la popolazione era a maggioranza musulmana. Pertanto, a seguito della riluttanza del Maharaja induista del Kashmir a perdere la propria autonomia ed entrare a far parte del Pakistan, il Paese musulmano organizzò un'invasione tribale di parti del Kashmir e, in un secondo momento l'invio di proprie truppe per annettere lo Stato.
Il maharaja, Hari Singh, si appellò all'India e a lord Mountbatten, il governatore generale britannico, chiedendo aiuto, ma gli fu risposto che l'India britannica non vedeva alcuna ragione per intervenire. Fu così che il maharaja firmò l'atto di accessione e il Kashmir, unilateralmente, entrò a far parte dell'Unione Indiana e ne divenne il 25º Stato, detto "Jammu e Kashmir". Mentre l'annessione del Kashmir all'India fu ratificata dal Regno Unito, il Pakistan al contrario rifiutò di riconoscere tale atto unilaterale e continuò a rivendicare l'annessione integrale del Kashmir di cui occupava già un terzo del territorio (circa 72 000 km²). Immediatamente dopo, le truppe indiane furono aviotrasportate a Srinagar e, in una famosa operazione, respinsero i nemici.
Una guerra intensa fu combattuta da un capo all'altro del Paese e quelli che erano stati colleghi nello stesso esercito si ritrovarono a combattere su due fronti opposti. Entrambi gli Stati riuscirono ad assicurarsi alcuni territori, ma subirono perdite significative. Una non facile pace, sponsorizzata dalle Nazioni Unite si raggiunse tra i due contendenti alla fine del 1948, con i soldati indiani e pakistani che restarono a fronteggiarsi sulla linea di controllo che, da allora, divide il Kashmir in due zone.

### Conflitto con la Cina
Dopo una serie di colloqui falliti a partire dal 1960, vi fu un breve ma intenso conflitto che vide contrapposta la Cina e l'India, nell'ottobre del 1962, per il controllo della parte nordoccidentale del territorio indiano, l'area conosciuta col nome di Soda Plains, e quella nordorientale NEFA (il North East Frontier Agency al confine con il Sikkim).
L'India, nonostante il sostegno logistico statunitense, risultò sconfitta sul campo e si vide privata di un'ampia porzione - tuttora rivendicata - di territorio himalaiano, oggi denominata Aksai Chin (dell'ex reame del Kashmir) al confine nordoccidentale, il cui confine è stato fissato dalla linea di controllo effettivo.
Nel 1963 invece Cina e Pakistan siglarono un accordo sui confini territoriali nell'area. Entrambe le parti fecero concessioni nel trattato, riconoscendosi i confini di fatto con l'India, e con il Pakistan che concedeva alla Cina l'area intorno alla Valle di Shaksgam.

### Seconda guerra indo-pakistana
Nel 1965 scoppiò un altro conflitto, noto come seconda guerra del Kashmir, che fu il culmine di scontri che ebbero luogo tra l'aprile e il settembre di quell'anno tra Pakistan e India. La guerra iniziò a seguito dell'esecuzione da parte pakistana dell'operazione Gibilterra, con la quale si intendevano infiltrare forze paramilitari in Jammu e Kashmir, allo scopo di provocare un'insurrezione contro il governo dell'India. Ciò portò l'intervento delle truppe regolari. Le cinque settimane di guerra, che causarono migliaia di vittime su entrambi i fronti, si conclusero con il cessate il fuoco sotto l'egida delle Nazioni Unite e con la successiva dichiarazione di Tashkent.
Gran parte della guerra è stata combattuta dalle forze terrestri dei due paesi in Kashmir e lungo il confine internazionale tra India e Pakistan.

### Terza guerra indo-pakistana
Con la Guerra indo-pakistana del 1971 l'esercito dell'India intervenne a sostegno dei guerriglieri indipendentisti bengalesi del Mukti Bahini. Per numero di soldati coinvolti e numero di vittime, il conflitto del 1971 fu il maggiore della serie di guerre combattute tra India e Pakistan dal momento della loro indipendenza.

### Fine del XX secolo
Nell'aprile del 1984 prese il via il conflitto del Siachen, una serie di scontri su piccola scala intercorsi tra le truppe di India e Pakistan nella zona del ghiacciaio Siachen, al confine con il Kashmir settentrionale.
Le tensioni fra l'India e il Pakistan, soprattutto con riguardo al Kashmir, hanno ripreso forza dopo il 1989 e non sono mai state totalmente eliminate da allora.

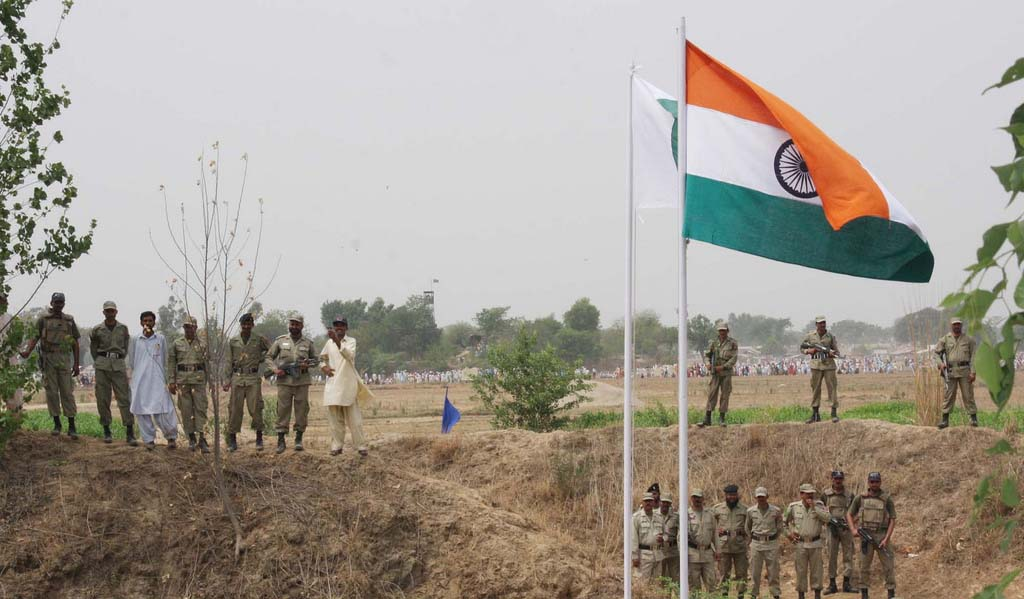
Militari pakistani lungo la linea di controllo nel 2020

Nel 1999 scoppiò un altro conflitto tra i due paesi, detto guerra del Kargil.

### Primi decenni del XXI secolo
Una forte mobilitazione di truppe vi fu ancora durante la situazione di stallo militare del 2001-2002.
Le schermaglie di confine tra India e Pakistan sono riprese nel 2016-2018, consistenti in pesanti scontri a fuoco tra le forze indiane e pakistane attraverso il confine di fatto, noto come linea di controllo (LoC), tra il due stati nella regione contesa del Kashmir. Le schermaglie sono iniziate dopo che l'India ha affermato di aver condotto attacchi chirurgici contro le rampe di lancio di militanti nazionalisti all'interno del territorio amministrato dal Pakistan il 29 settembre 2016.

### Anni 2020 e possibile ripresa del conflitto
Nell'aprile 2025, in seguito all'attentato di Pahalgam in cui sono morte 28 persone, sono nuovamente cresciute le tensioni tra i due Paesi, per ragioni politiche e religiose. Il 6 maggio 2025, le forze armate indiane hanno attaccato degli obiettivi in Pakistan; ciò ha innescato una serie di crisi diplomatiche tra i due paesi. Successivamente, il Pakistan ha risposto con altri attacchi.
Dopo ulteriori scontri, il 10 maggio le due nazioni hanno accettato un cessate il fuoco.